# Hans-Günter Goldbeck-Löwe
Hans-Günter Goldbeck-Löwe (geb. 21. Januar 1935 in Braunschweig) ist ein deutscher Journalist und Verleger.

## Leben
Der Vater, Dr. med. Hans-Adolf Goldbeck-Löwe, wurde als Luftwaffen-Sanitätsoffizier 1938 nach Hannover, 1939 als Chefarzt an das neu erbaute Luftwaffen-Krankenhaus in Wismar versetzt, wo die Familie bis zu ihrer Flucht am 29. April 1945 nach Itzehoe/Holstein lebte. Nach zahlreichen Schulunterbrechungen, verursacht durch die Luftangriffe auf Wismar, die Flucht, einen schweren Unfall und Krankheiten, erreichte er 1954 den Abschluss der Mittleren Reife nach dem Besuch von insgesamt elf Schulen.

## Schaffen
Nach einer dreijährigen Lehre als Holzkaufmann wurde er Redaktions-Volontär bei der „Norddeutschen Rundschau“ in Itzehoe, danach arbeitete er als Redakteur bei unterschiedlichen Tageszeitungen, wie zum Beispiel in Berlin beim „Spandauer Volksblatt“. Hinzu kamen freie Mitarbeiten bei diversen Nachrichtenagenturen und Zeitungen, unter anderem beim „Svenska Dagbladet“ in Stockholm.
1963 wechselte er als Redakteur zum RIAS (Rundfunk im amerikanischen Sektor) und blieb hier bis zur Auflösung des Senders Ende 1993. Als Redakteur, Moderator und vor allem Autor diverser politischen Features und Dokumentationen sowie zuletzt als Leiter der Zentralredaktion (aller aktuell-politischen Sendungen) wurde er in dieser Eigenschaft vom neu gegründeten Deutschlandradio Berlin übernommen. Für seine Sendungen erhielt er unter anderem mehrfach den Ernst-Reuter-Preis für den Hörfunk, so 1971 mit der Jugendfunkredaktion, 1973 für die Sendung Beat im Sozialismus und 1976 zusammen mit Jürgen Vietig und Dieter Streipert für die Produktion Ich nannte mich Jagger. Nach der Pensionierung 1994 arbeitete er an der Sendereihe Politisches Feuilleton des Deutschlandradio Berlin mit. Am Ende seiner beruflichen Laufbahn steht 1998 die Gründung des Kleinverlages „Edition Goldbeck-Löwe“.

## Preise
- Ernst-Reuter-Preis[2]
  - 1971: Jugendfunkredaktion des RIAS[3]
  - 1973: Sendung „Beat im Sozialismus“
  - 1976: Sendung „Ich nannte mich Jagger“[4]

## Werke
- „Rock Over The Wall“ u. „Adieu“ in: „Radio-Reminiszenzen – Erinnerungen an RIAS-Berlin“, Manfred Rexin, Hrsg., Vistas Verlag[5]
- Lochner, Robert H. Ein Berliner unter dem Sternenbanner: Erinnerungen eines amerikanischen Zeitzeugen / Berlin: Edition Goldbeck-Löwe 2002.[6]
- Lou Albert Lazard, Die Mappe – Zeichnungen und Skizzen aus dem Alltag des französischen Internierungslagers Gurs, Autoren u. Herausgeber: Hans-Günter Goldbeck-Löwe, Detlef Gosselck, 2001, Edition Goldbeck-Löwe.

## Hörspiel
- 1970: Reinhard Hummel: Liebesdivision. Hörspiel mit Beat (Sprecher: 3. Journalist) – Regie: Ulrich Gerhardt, Reinhard Hummel (Hörspiel – RB)